# Homefront
Homefront är ett first person shooter-spel utvecklat av Kaos Studios och publicerat av THQ, där spelarna spelar som medlemmar av en motståndsrörelse slåss mot en nära framtida militär ockupation av USA. Spelet släpptes till Xbox 360, PlayStation 3, OnLive och Microsoft Windows den 15 mars 2011 i Nordamerika, den 17 mars 2011 i Australien, 18 mars 2011 i Europa och 29 april 2011 i Japan.

## Info
Året är 2027 och de globala konlikterna bryter sönder världen i jakten på naturtillgångar efter en ekonomisk kris som varat under femton år. Ett tidigare stoltserade USA har rasat och hela infrastrukturen för förgjord. Förorter har nu blivit krigszoner och de stora städerna skyddar sina invånare bakom barrikader som är mer eller mindre omöjliga att tränga igenom. De boende utanför städerna är nu laglösa och inte längre invånare utan fångar, efterföljare eller revoltörer.
1. ↑  Steam, 12 september 2003, Steam-ID: 55100, läst: 31 mars 2022.[källa från Wikidata]